# Імон Феррен
Імон Феррен (англ. Eamon Farren; народився 19 травня 1985 року) — австралійський актор, відомий своїми ролями у кінофільмі «На ланцюзі» і телесеріалі «Відьмак».

## Біографія
З шести років зростав у Голд-Кост. В той період життя Феррен проводив багато часу на пляжних вечірках. Відвідував державну старшу школу Бенова, в якій навчався за програмою «Французьке занурення». У 2007 році закінчив австралійський Національний Інститут Драматичного Мистецтва.

## Фільмографія
| Рік       |   | Українська назва                            | Оригінальна назва              | Роль                          |
| --------- | - | ------------------------------------------- | ------------------------------ | ----------------------------- |
| 1998      | ф | Всі святі                                   | All Saints                     | Caleb                         |
| 2002      | ф | Аутсайдер                                   | The Outsider                   | Levi Miller                   |
| 2004      | ф | Прекрасне                                   | Perfect                        | Redcoat Soldier               |
| 2009      | ф | Щаслива країна                              | Lucky Country                  | Jimmy                         |
| 2009-2011 | ф | Спецвідділ з порятунку                      | Rescue Special Ops             | Arrow                         |
| 2009      | ф | Блаженні                                    | Blessed                        | Roo                           |
| 2010      | ф | Тихий океан                                 | The Pacific                    | Cpl. John Powell              |
| 2010      | ф |                                             | A Parachute Falling in Siberia | Sales Assistant               |
| 2010      | ф |                                             | Wanderlust                     | George                        |
| 2011      | ф | Рудий Пес                                   | Red Dog                        | Dave                          |
| 2011      | ф | Ікс                                         | X                              | Harry                         |
| 2011      | ф | На ланцюгу                                  | Chained                        | Rabbit                        |
| 2012      | ф | Неминуча любов                              | Careless Love                  | Patrick                       |
| 2013      | ф |                                             | The Fragments                  | Michael                       |
| 2014      | ф | Мертве поле                                 | The Killing Field              | Damian Jeffries               |
| 2014      | ф |                                             | Test Drive                     | Cal                           |
| 2014      | ф | Карлотта                                    | Carlotta                       | Danny / Ava                   |
| 2014      | ф | Нова любов                                  | Love Is Now                    | Dean                          |
| 2015      | ф |                                             | Girl Asleep                    | Adam                          |
| 2016      | ф | Лев                                         | Lion                           | Luke                          |
| 2016      | ф |                                             | The Suitor                     | Mr. Nuttel                    |
| 2017      | ф | Твін Пікс: Повернення                       | Twin Peaks: The Return         | Richard Horne                 |
| 2018      | ф | Вінчестер. Будинок, який побудували примари | Winchester                     | Бенджамін Блок                |
| 2019      | с | Відьмак                                     | The Witcher                    | Кагир Маур Диффін аеп Кеаллах |